# Mukike
Mukike è un comune del Burundi situato nella provincia di Bujumbura Rurale con 24.660 abitanti (censimento 2008).

## Geografia antropica

### Suddivisioni amministrative
Il comune è suddiviso in 10 colline.